# ぶーた
ぶーた（booota）は日本のイラストレーター。

## 人物
ボーカロイド楽曲のPVや、ライトノベルの挿絵などを中心に活動している。
初めて絵を描いたのは幼稚園かもっと前で、少女漫画雑誌『りぼん』に掲載されている漫画を見て、真似して書いていたという。よく読んでいた漫画家に種村有菜、吉住渉、槙ようこを挙げている。
本格的に絵を描き始めたのは高校を卒業したての時期で、当時流行り始めていたニコニコ動画上のボーカロイド楽曲にコラボレーションする形でイラストを描くことを始める。
絵についてはほとんど独学で、イラスト講座のサイトや自身の好きなイラストレーターを見ながら描いていたという。
塗り方やキャラクターの作り方など、絵柄が毎回変わっており、ワコムのインタビューの際にも「同じ人が描いているように思えないくらいに、絵柄が変化していますね」と言われている。そのことを認めた上で、「最近になって、もしかしたらこの方向性で安定していくのかなという手応えはあるんですけど」と述べている。

## 漫画

### コミカライズ
- ハルチカ（月刊少年エース連載、カドカワコミックス・エース、原作：初野晴）

## 挿絵・イラスト

### 小説
- 魔王が地上では救世主になっている理由（アルファポリス、著：栖原依夢）
- 俺と彼女の青春論争（角川スニーカー文庫、著：喜多見かなた）
- うらない☆うららちゃん（ポプラ社、著：もとしたいずみ）
- ユア・マイ・ヒーロー（講談社ラノベ文庫、著：八雲たつ出雲）
- 二度めの夏、二度と会えない君（ガガガ文庫、著：赤城大空）
- 放送中です!にしおぎ街角ラジオ（メディアワークス文庫、著：岬鷺宮）
- 七星のスバル（ガガガ文庫、著：田尾典丈）
- Alice in Musicland（PHP研究所、原作：OSTER project 著：孤塚冬里）
- Music Wizard of OZ（PHP研究所、原作：OSTER project 著：孤塚冬里）
- 暗黒女子（双葉社ジュニア文庫、著：秋吉理香子）
- 夜は短し歩けよ乙女（角川つばさ文庫、著：森見登美彦）
- 終わる世界の片隅で、また君に恋をする（電撃文庫、著：五十嵐雄策）
- ひよっこ家族の朝ごはん お父さんとアサリのうどん（富士見L文庫、著：汐見舜一）
- 二度めの夏、二度と会えない君（新装版、小学館文庫、著：赤城大空）
- ひとりぼっちの異世界攻略（オーバーラップ文庫、著：五示正司） - 2巻まで担当[3]
- ひげを剃る。そして女子高生を拾う。（角川スニーカー文庫、著：しめさば）
- Hello, Hello and Hello（電撃文庫、著：葉月文）
- ペンギン・ハイウェイ（角川つばさ文庫、著：森見登美彦）
- 青を欺く（MF文庫J、著：三船いずれ）

### 参考書
- 世界観のつくり方 イラストレーション作家の創造力（エムディエヌコーポレーション、共著）
- Let's Make ★ Character CGイラストテクニック vol.8（ビー・エヌ・エヌ新社）

### ASMR
- ねこぐらし。シリーズ（2020年 - 2022年） - キャラクターデザイン
- いやでんっ!（2020年 - 2021年） - キャラクターデザイン
- 深淵の執行人が見せる、二人だけの時間【耳かき・添い寝】癒しの耳かき執行人-御門院晴一郎-（2021年） - イラスト・キャラクターデザイン

### アニメ
- 僕らの雨いろプロトコル（2023年） - キャラクター原案[4]